# Daring Maria-Aalter
Daring Maria-aalter is een Belgische voetbalclub uit Maria-Aalter. De club is aangesloten bij de KBVB met stamnummer 8893 en heeft geel en groen als kleuren.

## Geschiedenis
Daring Maria-Aalter werd opgericht in 1983 en sloot zich aan bij de Belgische Voetbalbond. De club ging er van start in de provinciale reeksen. Maria-Aalter bleef de volgende decennia een liftploeg tussen Derde en Vierde Provinciale. Men promoveerde steeds zonder titel, als bijkomende stijger, tot de club in 2013 voor het eerst in haar bestaan kampioen werd in Vierde Provinciale.